# Walid Juffali
Walid Ahmed Juffali (arabisch وليد أحمد الجفالي, DMG Walīd Aḥmad al-Ǧuffālī; * 30. April 1955 in Saudi-Arabien; † 20. Juli 2016 in Zürich, Schweiz) war ein saudi-arabischer Unternehmer.

## Leben
Walid Juffali war der Sohn des saudi-arabischen Unternehmers Ahmed Juffali. Seine Geschwister sind der Unternehmer Khaled Juffali und seine Schwester Maha Juffali. Sein Bruder Tarek Juffali starb 2008 in London. Juffai besuchte das Schweizer Internat Le Rosey. Juffali studierte an der University of San Diego und am Imperial College London.  Er leitete das von seinem Vater übernommene Unternehmen E. A. Juffali and Brothers, das zu einem der größten privaten Konzerne in Saudi-Arabien aufstieg. Des Weiteren war er Vorsitzender der saudi-arabischen Bank Samba Financial Group, Vizepräsident der Handelskammer von Dschidda und Generalkonsul ehrenhalber von Dänemark. Als Diplomat des Inselstaates Sankt Lucia genoss er in England diplomatische Immunität.
Von 1980 bis 2000 war er mit Basma Al-Sulaiman verheiratet, mit der er drei Kinder hat. Von 2001 bis 2012 war er mit dem britischen Model Christina Estrada verheiratet, mit der ein Kind hat, und seit 2012 war er mit dem libanesischen Model Loujain Adada, mit der er zwei Kinder hat, verheiratet. Die Scheidung von Basma Al-Sulaiman erregte 2004 aufgrund der hohen Scheidungskosten Aufmerksamkeit in den britischen Medien. Zu seinen internationalen Gästen in Dschidda gehörten unter anderem Margaret Thatcher, John Major und der US-amerikanische Präsident George Bush, Senior. Am 20. Juli 2016 starb er in Zürich an den Folgen einer Krebserkrankung.

## Auszeichnungen
- Päpstlicher St. Silvesterorden[4]
- Dannebrogorden[4]